# Gromadka
Gromadka (in tedesco Gremsdorf) è un comune rurale polacco del distretto di Bolesławiec, nel voivodato della Bassa Slesia.
Ricopre una superficie di 267,29 km² e nel 2004 contava 5 613 abitanti.